# 亚历山大之星

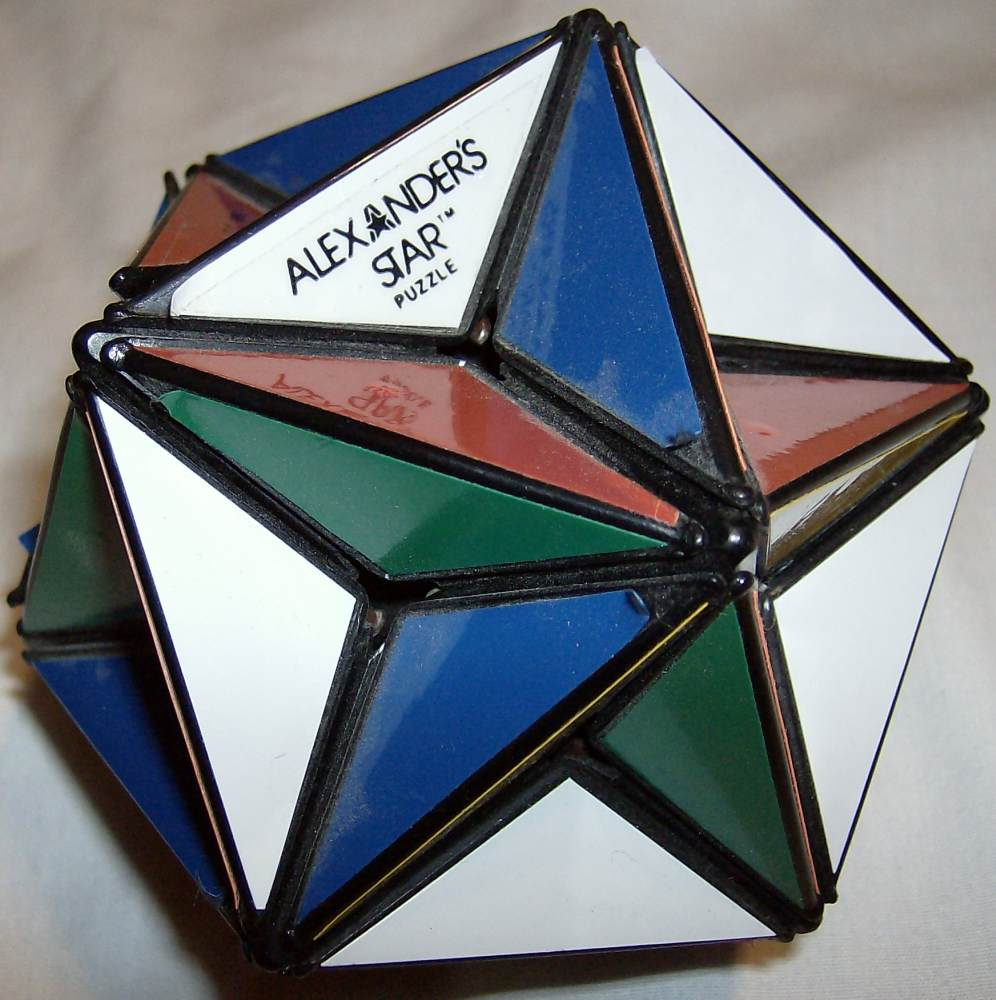
亚历山大之星

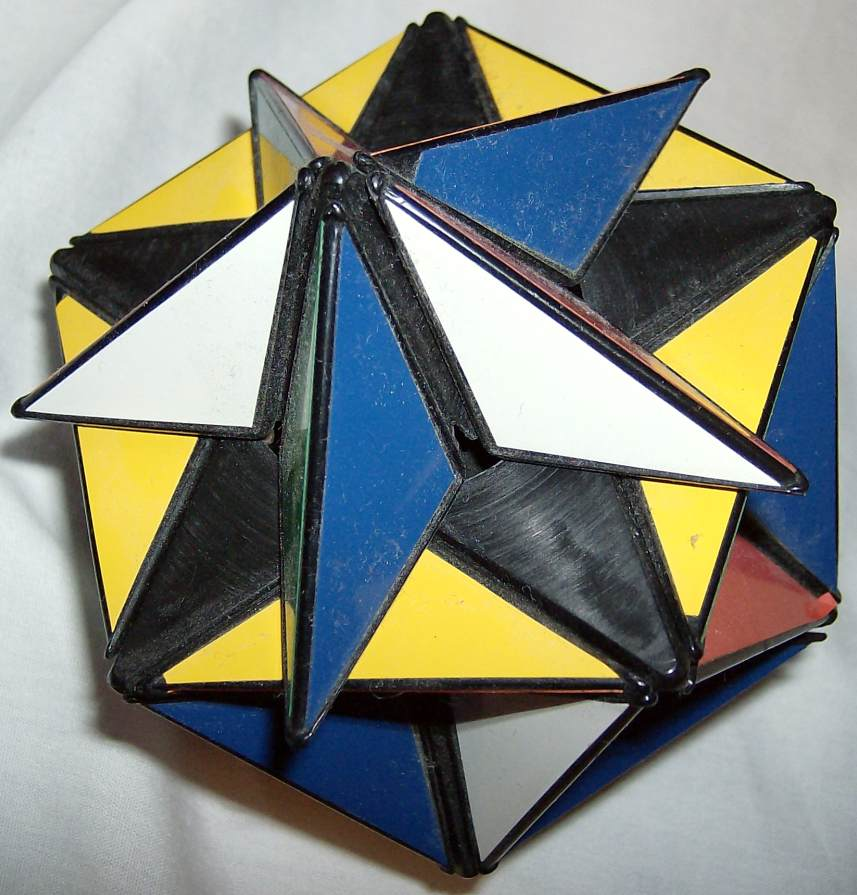
被转動的亚历山大之星

亚历山大之星Alexander's Star亚当．亚历山大于1982年发明的益智玩具。是一个有30块可移动部分的大十二面体形状的魔術方塊。可以让五块一组的星型环绕最外侧顶点旋转。这个玩具的挑战是让它达到每个星形五个相同颜色的面环绕，对面的星形也被同一颜色环绕的状态。亚历山大之星也是魔方。
有 29!×213 组合，也可写作 7.2×1034.

## 参見
- 智力游戏

## 外部連結
- 描述与解法